# Onobrychis kermanensis
Onobrychis kermanensis là một loài thực vật có hoa trong họ Đậu. Loài này được (Sirj. & Rech.f.) Rech.f. miêu tả khoa học đầu tiên.